# Pterichis fernandezii
Pterichis fernandezii là một loài thực vật có hoa trong họ Lan. Loài này được G.Morales miêu tả khoa học đầu tiên năm 1986.